# 1075 Helina
1075 Helina eller 1926 SC är en asteroid i huvudbältet, som upptäcktes den 29 september 1926 av den ryske astronomen Grigorij N. Neujmin vid Simeizobservatoriet på Krim. Den är uppkallad efter upptäckarens son, Helij G. Neujmin.
Asteroiden har en diameter på ungefär 26 kilometer och den tillhör asteroidgruppen Eos.